# Праздники и памятные даты в Крыму
Праздники республики Крым — список официально установленных в Республике Крым нерабочих праздничных дней, национальных праздников и памятных дат. Все официальные праздники устанавливаются законами республики Крым после 18 марта 2014 года.

## Праздники Автономной республики Крыма
До 18 марта 2014 года в Автономной республике Крым в составе Украины имелись следующие праздники, отличные от общеукраинских.
- 19 января — День Флага Автономной Республики Крым.
- 20 января — День Автономной Республики Крым.
- 21 октября — День Конституции Автономной Республики Крым.

## Нерабочие праздничные дни
После 18 марта 2014 года Государственный Совет Республики Крым установил следующие нерабочие дни в дополнение к уже имеющимся общероссийским.
| Дата     | Название                            | Примечание |
| -------- | ----------------------------------- | ---------- |
| 18 марта | День воссоединения Крыма с Россией; |            |

Даты мусульманских праздников, к которым относятся Ураза-байрам и Курбан-байрам, определяются по лунному календарю и объявляются Советом министров Республики Крым как минимум за 3 месяца перед празднованием.

## Памятные дни
- 19 января: День Государственного флага Республики Крым;
- 20 января: День Республики Крым, в честь восстановления Крымской автономии по результатам референдума в январе 1991 года
- 11 апреля: День Конституции Республики Крым.

До 2018 года республиканским памятным днём был также День издания манифеста Екатерины II о вхождении Крыма в состав России; но в 2018 году он был вынесен на общефедеральный уровень и переименован.